# ایدا مدا
ایدا مِدا (ایتالیایی: Ida Meda) بازیگر اهل ایتالیا است. وی بیشتر در فیلم‌ها و سریال‌های تلویزیونی جنایی بازی می‌کرد.
از فیلم‌هایی که وی در آن‌ها نقش داشته است، می‌توان به قاضی و دختر جوان اشاره نمود.